# Форконтумац
Форконтумац или Швеб е речен остров в Сърбия с площ 3,917 км2, разположен на река Дунав, югозападно от Панчево и източно от Белград. По-голямата част от острова е обрасла с гъста растителност, а на няколко места на острова има езера с удължена форма, които някога са били канали, през които тече водата на Дунав. В западния край на острова се намира курортът за почивка и зона за пикник Бела стена. На север от Форконтумак е слива на Тамис и Дунав. Островите Чаклянак и Стефанак, които днес са превърнати в един остров чрез запълване на канала, са разположени на юг от Ада Форконтумак. И трите острова, както и Старчевачка ада принадлежат на община Панчево. Ада Форконтумак, Чаклянак и Стефанак образуват защитено местообитание от трета категория и представляват функционална единица от водни, влажни и горски местообитания. Решението за опазване на природното богатство „Панчевачка ада“ е взето от Общото събрание на град Панчево на 5 май 2019 г. въз основа на проучване за защита, изготвено от Провинциалния институт за защита на природата.

## Фотогалерия
- Изглед към курортът Бела стена през 2009 г.
- Плаж в курорта Бела стена през 2006 г.